# Psiloderces
Psiloderces là một chi nhện trong họ Ochyroceratidae.